# Maurits Adriaan de Savornin Lohman (1770-1833)

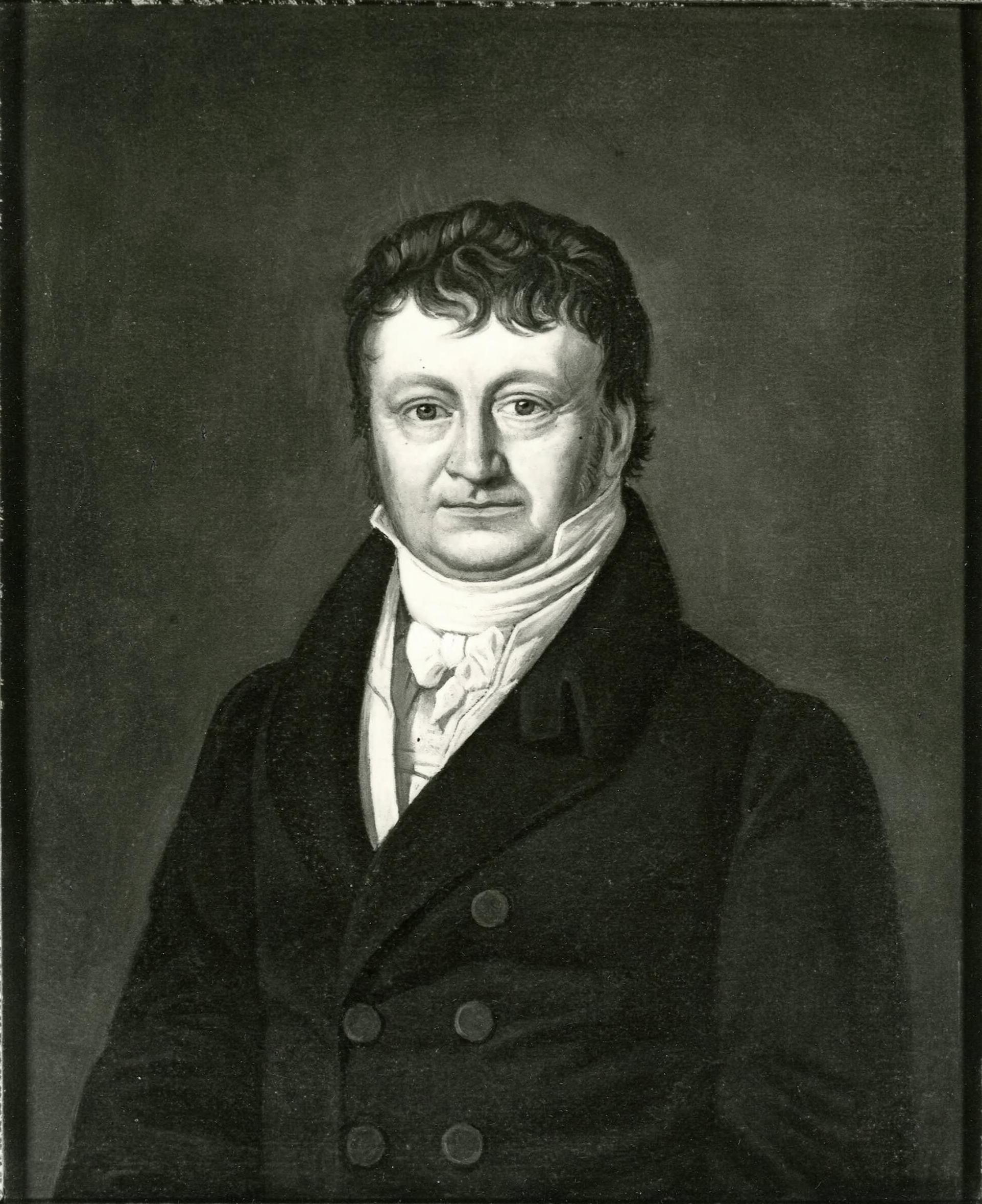
M.A. de Savornin Lohman

Jhr. Maurits Adriaan de Savornin Lohman, heer van Zonnemaire (Groningen, 14 september 1770 - aldaar, 30 november 1833) was een Nederlands burgemeester.
De Savornin Lohman, lid van de familie De Savornin Lohman, werd geboren aan de Vismarkt in Groningen als zoon van raadsheer en burgemeester Wijtsius Hendrik Lohman en Anna Adriana de Savornin. Hij werd er op 19 september 1770 gedoopt in de Der Aa-kerk. Hij was vernoemd naar zijn grootvader van moederszijde, mr. Maurits Adriaan de Savornin, heer van Zonnemaire.
Hij trouwde in 1800 in Zuidlaren met Frederika Louise Wilhelmina van Heiden (1774-1848), dochter van drost Sigismund Pierre Alexander van Heiden-Reinestein. In 1817 werd hij verheven in de adelstand.
De Savornin Lohman was vrederechter te Groningen. Hij werd er later gemeenteraadslid en lid van de Provinciale Staten. In 1819 werd hij een van de vier burgemeesters in Groningen, naast Cremers, Van Iddekinge en Roelfsema. In 1822 werd hij als burgemeester opgevolgd door Abraham Johan van der Hoop.